# RATS Teater

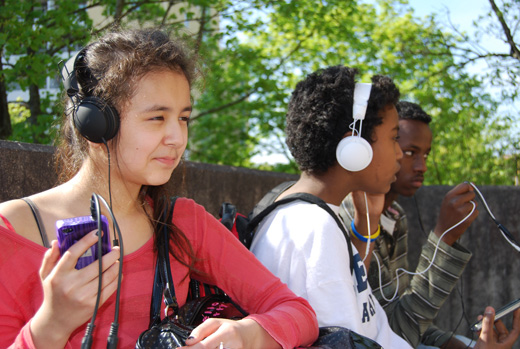
Antigone i Husby: ett interaktivt drama för mobiltelefonen.

RATS Teater 2009-2019 (Research, Arts & Technology for Society) bedriver experimentell teaterverksamhet och har sedan starten 2008/2009 funnits i Kista och Husby.  RATS Teater gör teaterproduktioner ofta i samproduktioner med andra kulturinstitutioner. Genom nyteknik har teatern arbetat för flerspråkiga och interaktiva upplevelser för sin publik, även för webben, i mobilen och i det offentliga rummet Sedan 2016 har RATS Teater haft sin bas på Stockholms universitets och skapat tvärvetenskapliga samtal mellan forskare och publik.
År 2019 hade RATS Teater sin sista produktion i Husby med Upproret poet av Rebecca Örtman och poeten Jila Mossaed. 

## Historia
RATS Teater gav sin första produktion 2009 (tidigare namn Kista Teater) och startades av regissören Rebecca Örtman fd Forsberg efter att Stiftelsen Electrum bjudit in henne att göra en  vetenskapsteater i Kista. Sedan starten har teatern arbetat i samarbete med Stockholms universitet, Kista Science City AB och kommunen i Kista-Rinkeby stadsdelsnämnd. RATS Teater samproducerar ofta sina föreställningar tillsammans med institutionsteatrar, museer, näringsliv och skolor i området, nationellt och internationellt. Teatern har haft genomslag med Rebecca Örtmans trilogier "Antigone i Husby" 2010 och "Women in science" 2013, EXIL - fria poeter på flykt samt Upprorets poet 2019 av Rebecca Örtman och Jila Mossaed. "Antigone i Husby" finns i dag representerat på Scenkonstmuseet i Stockholm.  2020 startar Rebecca Örtman en digitalscen som heter Dramaqueen.nu 

## Produktioner
2019 Upprorets poet - Om den iranska poeten Forugh Farrokzad av Rebecca Örtman och Jila Mossaed Premiär på Göteborgs stadsteater 2018 och Turnépremiär med Riksteatern 2019 på RATS Teaters scen i Husby.
2018 Spegla mig - Ungdomsproduktion om identitet och Instagram. I samarbete med Riksteatern barn och unga. Manus och Regi  Rebecca Örtman fd Forsberg.
2017 Älskade vän vi kommer att dö mitt i allt. Ett audiorama om att åldras i 8 avsnitt- för Scenpodden Drama Manus och Regi Rebecca Örtman.
2017 En pågående blödning - Ett skilsmässodrama i tre delar för audiolyssning på Scenpodden/Drama. Manus och Regi Rebecca Örtman.
2016 – EXIL, en interaktivt vandringsdrama där publikens egna reflektioner skapar scenen. EXIL laddas ner som en App och genom GPS-koordinater inomhus tar publiken sig till poeternas digitala positioner. Poeterna är Jila Mossaed, Faraj Bayrakdar och Nelly Sachs. Med stöd av Kulturrådet och regi av Rebecca Örtman fd Forsberg, i samarbete med Östgötateatern.
2016 - Liv, kort film med stöd av Svenska Filminstitutet, manus och regi av Rebecca Örtman fd Forsberg, i samarbete med Stella Nova AB.
2013 Women in science en trilogi med pjäserna: ADA om Ada Byron,  Lise och Otto, om forskarna Lise Meitner och Otto Hahn där publiken fanns både på Dramaten och I Husby Träff samtidigt, regi av Rebecca Örtman fr Forsberg, i samarbete med Dramaten. 2013 – Maryam, ett interaktivt drama för mobiltelefonen om Maryam Al Lihlja, som utvecklade astrolabium som kunde mäta tid, plats och position. Manus och regi av Rebecca Örtman fd Forsberg. I samarbete med Dramaten.
2010-2013 Antigone i Husby. En Trilog med pjäserna: Antigones dagbok, Haimon och På min gata.
2009 - Nere på Jorden, av Lena Andersson och med regi av Rebecca Örtman fd Forsberg, i samarbete med Örebro länsteater.
- 2016 - 2018, RATS Teater producerar Scenpodden tillsammans med Stockholms universitet- en folkbildande podcast om teater och scenkonst,  programmet leds av Rebecca Örtman fd Forsberg och Karin Helander[7] [8]. Teaterprofessor på Stockholms universitet och teaterkritiker - Svenska Dagbladet.